# Orthogonioptilum
Orthogonioptilum is een geslacht van vlinders uit de familie van de nachtpauwogen (Saturniidae).
De typesoort van het geslacht is Orthogonioptilum adiegetum Karsch, 1893

## Soorten
- O. adamaouensis Darge, 1988
- O. adiegetum Karsch, 1893
- O. adustum Jordan, 1922
- O. andreasum Rougeot, 1967
- O. apium Basquin, 1995
- O. arnoldi Hering, 1932
- O. bergeri Rougeot, 1962
- O. bernardii Bouyer, 1990
- O. bernaudi Darge, 1996
- O. bimaculatum Rougeot, 1972
- O. bouyeri Darge, 1990
- O. brunneum Jordan, 1922
- O. caecum Darge, 2003
- O. concordia Bouyer, 1992
- O. conspectum Rougeot, 1962
- O. crystallinum Darge, 1993
- O. csomaense Bouyer, 1992
- O. chalix Jordan, 1922
- O. chaminadei Darge, 1996
- O. dallastai Darge, 1988
- O. dargei Basquin, 1992
- O. deletum Jordan, 1922
- O. diabolicum Rougeot, 1971
- O. dollmani Jordan, 1922
- O. emmanuellae Basquin, 1995
- O. exspectatum Darge, 1975
- O. falcatissimum Rougeot, 1971
- O. fang Darge, 1990
- O. filippii Darge, 1992
- O. fontainei Rougeot, 1962
- O. galleyi Basquin, 1992
- O. garmsi Bouyer, 1995
- O. garnieri Bouyer, 1987
- O. geniculipennis Strand, 1910
- O. grootaerti Bouyer, 2014
- O. guilloteaui
- O. herbuloti Darge, 1988
- O. hodeberti Darge, 1988
- O. ianthinum Rougeot, 1960
- O. igneolum Darge, 2012
- O. incana Sonthonnax, 1899
- O. infernarum Darge, 1990
- O. infinitum Darge, 1992
- O. kahli Holland, 1921
- O. kasaiensis Dufrane, 1953
- O. kivuensis Bouyer, 1990
- O. klinzigi Darge, 1988
- O. lemairei Darge, 1986
- O. loloense Basquin, 1995
- O. luminosa Bouvier, 1930
- O. luminosum (Bouvier, 1930)
- O. modestula
- O. modestum Rougeot, 1965
- O. monochromum Karsch, 1893
- O. ndokiensis Darge, 2012
- O. neglectum Darge, 1995
- O. neodollmani
- O. neoprox Darge, 1992
- O. nigrescens Bouyer, 1994
- O. nimbaense Rougeot, 1962
- O. obamba Darge, 1990
- O. occidentalis Bouyer, 1995
- O. ochraceum Rougeot, 1958
- O. olivescens Kiriakoff, 1963
- O. oremansi Darge, 2008
- O. pancratia
- O. paveci Darge, 1992
- O. perarcuatum Darge, 1993
- O. piersoni Bouyer, 1989
- O. prox Karsch, 1893
- O. pseudadiegetum
- O. restrictum
- O. rougeoti Darge, 1973
- O. sejunctum Darge, 1993
- O. septiguttata
- O. servatia
- O. silvaticum Darge, 1992
- O. solium Bouyer, 1990
- O. subueleense Rougeot, 1972
- O. tristis (Sonthonnax, 1899)
- O. ueleense Rougeot, 1967
- O. umbrulatum Basquin, 1995
- O. venustissimum Darge, 2012
- O. vestigiata Holland, 1893
- O. vestigiatum (Holland, 1893)
- O. violascens (Rebel, 1914)
- O. vitreatum